# DSV Brünn
DSV Brünn (celým názvem: Deutsche Sportverein Brünn) byl německý fotbalový klub, který sídlil v Brně za Protektorátu Čechy a Morava. Založen byl v roce 1918 pod názvem DSV Amateure Brünn. Svůj poslední název nesl od roku 1942. Zanikl v roce 1945 po postupném ústupu německých vojsk z území města.
Největším úspěchem klubu byla celkem dvouroční účast v Gaulize Sudetenland a Gaulize Böhmen-Mähren, jedné ze skupin tehdejší nejvyšší fotbalové soutěže na území Německa.

## Historické názvy
Zdroj: 
- 1918 – DSV Amateure Brünn (Deutsche Sportverein Amateure Brünn)
- 1938 – NSTG Brünn (Nationalsozialistische Turngemeinde Brünn)
- 1942 – DSV Brünn (Deutsche Sportverein Brünn)
- 1945 – zánik

## Umístění v jednotlivých sezonách
Stručný přehled
Zdroj: 
- 1942–1943: Gauliga Sudetenland Ost
- 1943–1944: Gauliga Böhmen-Mähren/Mähren

Jednotlivé ročníky
Zdroj: 
Legenda: Z – zápasy, V – výhry, R – remízy, P – porážky, VG – vstřelené góly, OG – obdržené góly, +/− – rozdíl skóre, B – body, červené podbarvení – sestup, zelené podbarvení – postup, fialové podbarvení – reorganizace, změna skupiny či soutěže
| Velkoněmecká říše (1942–1944) |                              |        |   |   |   |   |    |    |     |   |        |
| Sezóny                        | Liga                         | Úroveň | Z | V | R | P | VG | OG | +/− | B | Pozice |
| 1942/43                       | Gauliga Sudetenland Ost      | 1      | 6 | 2 | 0 | 4 | 15 | 34 | −19 | 4 | 3.     |
| 1943/44                       | Gauliga Böhmen-Mähren/Mähren | 1      | … | … | … | … | …  | …  | …   | … | 8.     |